# ゴードン・カミンズ
ゴードン・フレデリック・カミンズ（Gordon Frederick Cummins, 1914年2月18日 - 1942年6月25日）は、イギリスの殺人犯（スプリー・キラー）。第二次世界大戦中の1942年2月、ロンドンにて6日間のうちに4人の女性を殺害した。当時、カミンズはイギリス空軍に勤務していた。灯火管制下の殺人鬼（The Blackout Killer）、あるいは被害者に見られる類似性から切り裂きジャックになぞらえた灯火管制下の切り裂き魔（The Blackout Ripper）の異名で知られた。

## 背景
1914年、父ジョン・カミンズと母アメリアの息子として、イングランドのヨークにて生を受ける。学校での成績は良いものではなく、その後は皮革産業に職を得るものの、仕事に対する無責任さや女性関係の問題で職を転々とした。1935年に空軍に入隊。1936年、劇場プロデューサー秘書を務める女性と結婚。彼は貴族家系出身を自称しており、その穏やかな物腰や話しぶりから、同僚からは「伯爵」（The Count）や「公爵」（The Duke）のあだ名で呼ばれていた。周囲には女性関係をよく自慢していたという。
その後、カミンズは航空勤務者としての再訓練を志願し、ロンドンのリージェンツ・パークに設置されていた空軍航空勤務対応局（Aircrew Reception Centre, ACRC）に送られた。ACRCでは空軍将兵および新規入隊者を対象に訓練・評価を行っており、カミンズおよび同期配属者は2月2日から25日にかけてACRCに設置されている初期教練隊（Initial Training Wing, ITW）にて飛行訓練に向けた3ヶ月の地上訓練を受けるか、ブラックプールにて海外派遣に備えた教育を受けることとされていた。逮捕時、カミンズに犯罪歴はなく、また暴力的な人物として知られているわけでもなかった。

## 殺人事件
1942年2月、訓練生としてロンドンに派遣されている最中、カミンズは灯火管制下の夜闇を利用してわずか6日間のうちに4人の女性を殺害、さらに2人に対する殺人未遂を犯した。
イブリン・ハミルトン（Evelyn Hamilton）
2月9日（月曜日）、出勤途中の男性が40歳の薬剤師イブリン・ハミルトンの遺体をメリルボーンのモンタギュー広場に設置された防空壕内で発見した。彼女は絞殺されており、また80ポンドの入ったハンドバッグが盗まれていた。遺体の痕跡から、犯人は左利きであると推定された。
イブリン・オートリー（Evelyn Oatley）
2月10日（火曜日）、35歳の元女優の売春婦イブリン・オートリーの全裸の遺体がウォーダー・ストリートにある彼女の自宅アパートにて発見された。彼女もまた絞殺されており、喉が切られていたほか、性器が缶切りで切り刻まれていた。缶切りには指紋が残されていたが、警察の前科者リストに一致するものはなかった。この時点では2つの事件に関連性は見出されていなかった。
マーガレット・ロウ（Margaret Lowe）
2月11日（水曜日）、43歳の売春婦パール（Pearl）ことマーガレット・フローレンス・ロウ（Margaret Florence Lowe）の遺体がメリルボーンのゴスフィールド・ストリートにある彼女の自宅アパートにて殺害された。遺体は3日後に発見された。シルクのストッキングで絞殺された後、カミソリ、ナイフ、燭台など、様々な凶器で切り刻まれていた。ロウの遺体を検分した病理学者バーナード・スピルスベリー博士は、遺体の状況を「極めて凄惨」（quite dreadful）と評し、犯人像については「野蛮な色情狂」（a savage sexual maniac）であると述べた。また、スピルスベリーは手口の類似性から一連の殺人が同一犯によるものと推測した。
ドリス・ジャネット（Doris Jouannet）
2月12日（木曜日）、32歳のドリス・ジャネットの遺体が、彼女がホテルマネージャーの夫と共に借りていたアパート1階の部屋で発見された。彼女はレスター・スクウェアで軍人を相手に商売をしていることで知られていた。彼女はスカーフで絞殺され、全裸にされて性器などを切り刻まれており、遺体の状況はオートリーやロウと類似していた。この時点から「灯火管制下の切り裂き魔」という異名が新聞記事で使われるようになった。これはかつてロンドンに出没し、売春婦を殺害してはその遺体を切り刻んだ殺人鬼、切り裂きジャックになぞらえたものだった。
グレタ・ヘイワード（Greta Hayward）
2月14日（金曜日）、グレタ・ヘイワードという若い女性がピカデリーサーカス近くで空軍の制服姿の男に襲われた。彼女に対する性的暴行は未遂に終わったと伝えられている。巡回中の配達員が通りかかったために襲撃者は逃亡し、彼女は殺害を免れた。この時、襲撃者は空軍の官給ガスマスクケースとガスマスクを現場に残していた。
マルカーイー夫人（Mrs. Mulcahy）
グレタ・ヘイワードが襲われた直後、売春婦のマルカーイー夫人が自宅フラットにて客に襲われた。当時、客を探していたマルカーイーは、2ポンドを支払ったその客と共にタクシーでパディントン地下鉄駅にほど近いサウスウィック・ストリートの自宅に向かった。そして彼女が服を脱いでいた時、突然その客が部屋の照明を消して襲いかかり、首を絞めようとしてきたのである。しかし、まだ靴を脱いでいなかった彼女が腹を蹴り上げると、襲撃者は5ポンド紙幣を放り投げて逃亡した。襲撃者は空軍の制服用ベルトを現場に残していた。

## 逮捕・裁判
ヘイワードの襲撃現場に残されていたガスマスクの側面には525987という認識番号が記されており、すぐに襲撃者はカミンズだと判明した。2月16日、最後の事件から2日後にカミンズは逮捕された。彼の居室を捜索すると、被害者から奪った様々な遺留品が発見された。彼の指紋は事件現場のうち2つのフラットから発見された指紋、およびオートリーの殺害現場に残されていた缶切りのものと一致した。
1942年4月24日、イブリン・オートリー殺害に関する裁判がオールド・ベイリーにて始まった。カミンズの弁護にあたったのはハマースミス北区選出の国会議員、デニス・プリットだった。しかし、法的専門性を理由に、裁判は4月27日に別の陪審員を迎えて改めて行われることとなり、この際J・フラワーズ（J Flowers）なる人物が新たな弁護人に選ばれた。カミンズの犯行を示す証拠はいずれも決定的なものであったため、1日のみの審議の後、陪審員らはわずか35分で4件の殺人に対する有罪評決を下した。カミンズには絞首刑が宣告された。1942年6月初めに行われた控訴は却下された。6月25日、アルバート・ピアポイントの手により、空襲下のワンズワース刑務所にて処刑された。空軍では処刑前にカミンズの除隊手続きを行っていたため、空軍記念碑等にカミンズの名は残されていない。
裁判の際、カミンズは弁護士らと冗談を言い合い、周囲を見回して妻を見つけて笑みを浮かべたと伝えられている。法廷に向かうカミンズに同行していたロバート・ヒギンズ警部補（Robert Higgins）は、彼について「彼は何事もなかったかのように私と他愛もない話を交わす。起訴の深刻さを全く理解していないようだった。出会う度に握手をしたがる妙な癖があった。近くで見ていた限り、彼は明らかに不快な人物というわけではないらしい。言葉はゆっくり、しっかりした、意味の通るものだった。一見すると物腰柔らかく、かなりの色男……女性にとって、魅力的なのは間違いないだろう」と評している。また処刑までの間、カミンズの妻は毎日のようにワンズワース刑務所を訪れていたという。
カミンズはその他3件の殺人についても提訴されていたほか、後にスコットランドヤードは1941年10月に空襲下のロンドンで起きた女性2人の殺害にもカミンズが関与していた可能性があると主張した。当時指紋捜査の権威とされていたフレデリック・チェリル警視（Frederick Cherrill）も、この事件の捜査に加わっていた。